# Kayky

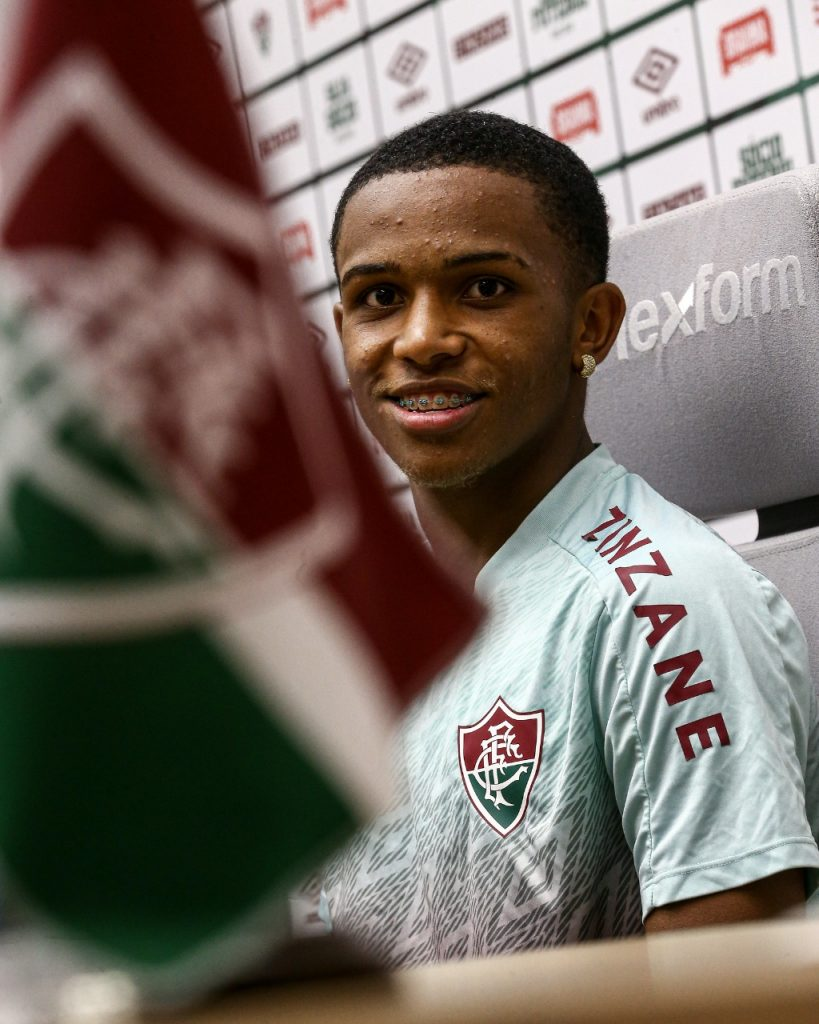
Kayky (2021)

Kayky (* 11. Juni 2003 in Rio de Janeiro; voller Name Kayky da Silva Chagas) ist ein brasilianischer Fußballspieler. Der Flügelspieler steht bei Manchester City unter Vertrag und ist an Sparta Rotterdam verliehen.

## Karriere

### Verein
Kayky stammt aus der Jugendabteilung von Fluminense Rio de Janeiro. Für die U17 des Vereins erzielte er bis Jahresende 2020 in 15 Spielen der U17-Meisterschaft 12 Treffer. Zum neuen Jahr wurde er in die erste Mannschaft hochgezogen, für die er sein Pflichtspieldebüt im März 2021 in der Campeonato Carioca, der Staatsmeisterschaft von Rio de Janeiro, gab. Der Brasilianer erzielte bei seinem ersten Startelfeinsatz im April 2021 seinen ersten Pflichtspieltreffer und spielte sich im Anschluss mit seiner Mannschaft bis ins Finale, das gegen Flamengo Rio de Janeiro verloren ging. Ende Mai 2021 debütierte Kayky in der Série A. Im April 2021 wurde Kayky von Manchester City verpflichtet. Er unterschrieb einen Vertrag bis zum 30. Juni 2026 und der Wechsel sollte zum 1. Januar 2022 erfolgen. Jedoch wurde der Transfer bereits am Ende des Sommertransferfensters vollzogen und er stieg Mitte September 2021 unter dem Cheftrainer Pep Guardiola in das Mannschaftstraining der City-Profis ein. Ab Ende Oktober 2021 kam er für die U23 in der Premier League 2 und ab Anfang November 2021 für die A-Junioren (U19) in der UEFA Youth League zum Einsatz. Ende Dezember 2021 stand Kayky erstmals in der Premier League im Spieltagskader; sein Debüt in der höchsten englischen Spielklasse erfolgte am 12. Februar 2022, als er gegen Norwich City (4:0) in der 84. Minute eingewechselt wurde. Am Ende der Saison konnte er mit seiner Mannschaft zwar die englische Meisterschaft feiern, doch zwecks Spielpraxis wurde Kayky dann im Sommer 2022 an den portugiesischen Erstligisten FC Paços de Ferreira verliehen. Im Januar 2023 folgte eine Leihe zum EC Bahia. Im Sommer 2024 wurde Kayky für ein Jahr an Sparta Rotterdam verliehen.

### Nationalmannschaft
Kayky absolvierte im Februar 2019 drei Freundschaftsspiele für die brasilianische U17-Auswahl, in denen er jeweils eingewechselt wurde.